# (21542) Kennajeannet
(21542) Kennajeannet (1998 QA22) – planetoida z pasa głównego asteroid okrążająca Słońce w ciągu 5,67 lat w średniej odległości 3,18 j.a. Odkryta 17 sierpnia 1998 roku.